# Lucas Pezzini Leiva
Lucas Pezzini Leiva (Dourados, 9 de gener del 1987), sovint conegut simplement com a Lucas, és un futbolista brasiler que juga de centrecampista central pel Liverpool FC de la Premier League i pel conjunt nacional brasiler. Lucas és el nebot de l'exfutbolista brasiler Leivinha i també en té el passaport italià gràcies a la seva descendència procedent d'aquest país.

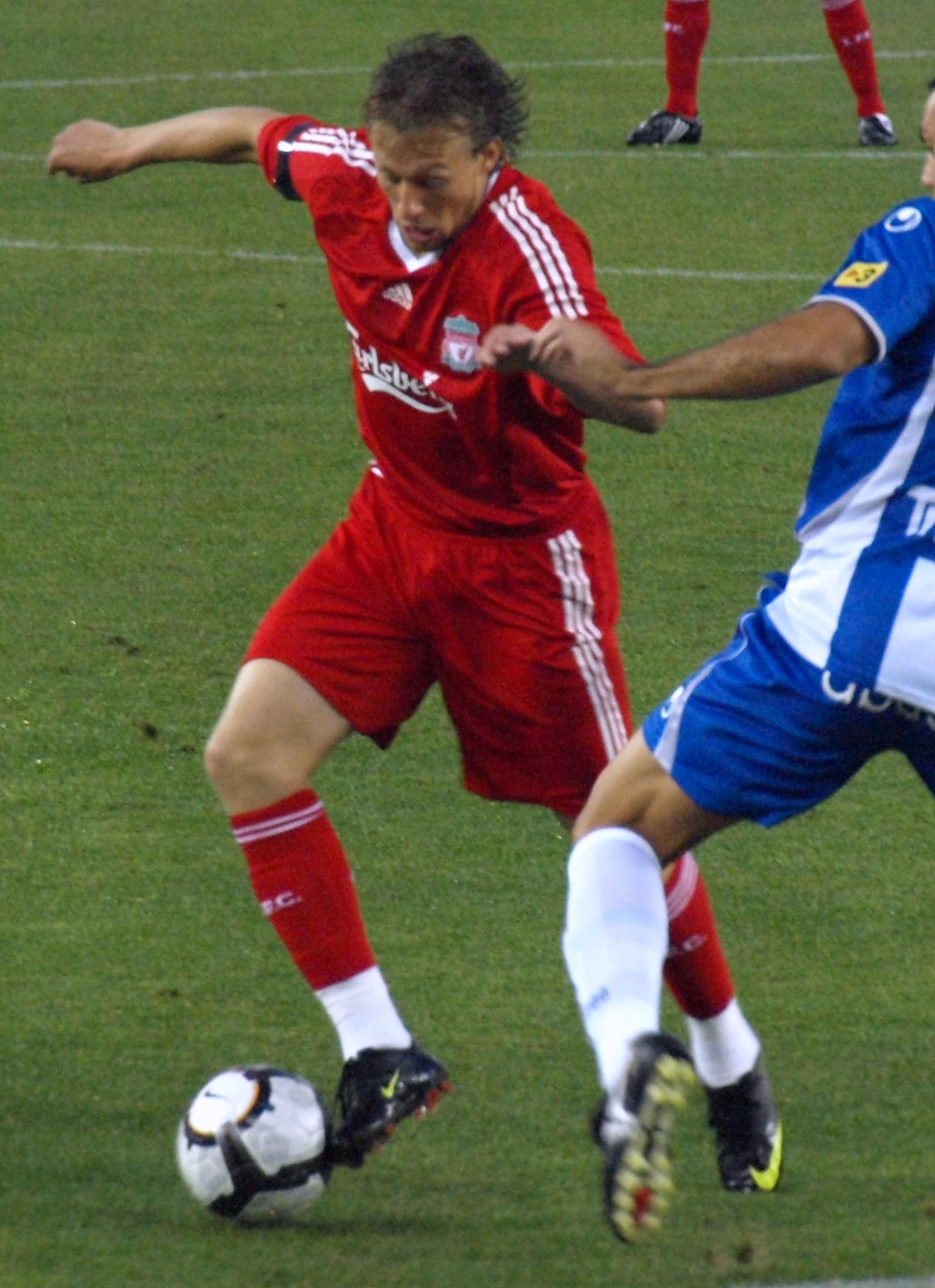
Lucas jugant al Liverpool el 2009.

## Palmarès
Grêmio
- 1 Série B: 2005.
- 2 Campionat gaúcho: 2006, 2007.

Liverpool FC
- 1 Copa de la lliga anglesa: 2011-12.

SS Lazio
- 1 Copa italiana: 2018-19.
- 1 Supercopa italiana: 2017.